# 茅盾文学賞
茅盾文学賞（ぼうじゅんぶんがくしょう）は、中国作家の茅盾を記念して作られた文学賞。中国作家協会が主催している。中華人民共和国の長編小説を対象とする。1982年に設立された。4年に一度開催する。

## 受賞作一覧
| 回・年        | 受賞者      | 受賞作                   | 邦訳                                                                    |
| ------------- | ----------- | ------------------------ | ----------------------------------------------------------------------- |
| 第1回 1982年  | 魏巍        | 『東方』                 |                                                                         |
| 第1回 1982年  | 周克芹      | 『許茂和他的女児們』     |                                                                         |
| 第1回 1982年  | 姚雪垠      | 『李自成』（第2巻）      | 陳舜臣・陳謙臣訳『叛旗 小説李自成』1992年9月 徳間書店                   |
| 第1回 1982年  | 莫応豊      | 『将軍吟』               |                                                                         |
| 第1回 1982年  | 李国文      | 『冬天裏的春天』         |                                                                         |
| 第1回 1982年  | 古華        | 『芙蓉鎮』               | 杉本達夫・和田武司訳『芙蓉鎮』1987年10月 徳間書店                       |
| 第2回 1985年  | 張潔        | 『沈重的翅膀』（改訂版） |                                                                         |
| 第2回 1985年  | 劉心武      | 『鐘鼓楼』               |                                                                         |
| 第2回 1985年  | 李準        | 『黄河東流去』           |                                                                         |
| 第3回 1991年  | 路遥        | 『平凡的世界』           | 三友陽子・國久健太訳『平凡な世界』2024年9月 グローバル科学文化出版      |
| 第3回 1991年  | 凌力        | 『少年天子』             |                                                                         |
| 第3回 1991年  | 孫力 余小恵 | 『都市風流』             |                                                                         |
| 第3回 1991年  | 劉白羽      | 『第二個太陽』           |                                                                         |
| 第3回 1991年  | 霍達        | 『穆斯林的葬礼』         |                                                                         |
| 第3回 1991年  | 蕭克        | 『浴血羅霄』（栄誉賞）   |                                                                         |
| 第3回 1991年  | 徐興業      | 『金甌缺』（栄誉賞）     |                                                                         |
| 第4回 1997年  | 陳忠実      | 『白鹿原』（改訂版）     | 林芳訳『白鹿原』1996年10月 中央公論社                                   |
| 第4回 1997年  | 王火        | 『戦争和人』             |                                                                         |
| 第4回 1997年  | 劉斯奮      | 『白門柳』（1・2巻）     |                                                                         |
| 第4回 1997年  | 劉玉民      | 『騒動之秋』             |                                                                         |
| 第5回 2000年  | 阿来        | 『塵埃落定』             | 西海枝裕美・西海枝美和訳『塵埃落定―土司制度の終焉』2004年2月 近代文芸社 |
| 第5回 2000年  | 王安憶      | 『長恨歌』               | 飯塚容訳『長恨歌』2023年8月 アストラハウス                              |
| 第5回 2000年  | 張平        | 『抉択』                 |                                                                         |
| 第5回 2000年  | 王旭烽      | 『茶人三部曲』（1・2巻） |                                                                         |
| 第6回 2005年  | 熊召政      | 『張居正』               |                                                                         |
| 第6回 2005年  | 張潔        | 『無字』                 |                                                                         |
| 第6回 2005年  | 徐貴祥      | 『歴史的天空』           |                                                                         |
| 第6回 2005年  | 柳建偉      | 『英雄時代』             |                                                                         |
| 第6回 2005年  | 宗璞        | 『東蔵記』               |                                                                         |
| 第7回 2008年  | 賈平凹      | 『秦腔』                 |                                                                         |
| 第7回 2008年  | 遅子建      | 『額爾古納河右岸』       | 竹内良雄・土屋肇枝訳『アルグン川の右岸』2014年4月 白水社                |
| 第7回 2008年  | 麦家        | 『暗算』                 |                                                                         |
| 第7回 2008年  | 周大新      | 『湖光山色』             |                                                                         |
| 第8回 2011年  | 張煒        | 『你在高原』             |                                                                         |
| 第8回 2011年  | 劉醒龍      | 『天行者』               |                                                                         |
| 第8回 2011年  | 畢飛宇      | 『推拿』                 | 飯塚容訳『ブラインド・マッサージ』2016年8月 白水社                      |
| 第8回 2011年  | 莫言        | 『蛙』                   | 吉田富夫訳『蛙鳴』2011年5月 中央公論新社                                |
| 第8回 2011年  | 劉震雲      | 『一句頂一万句』         | 水野衛子訳『一句頂一万句』2017年8月 彩流社                              |
| 第9回 2015年  | 格非        | 『江南三部曲』           | 第1卷：関根謙訳『桃花源の幻』2021年11月 アストラハウス                  |
| 第9回 2015年  | 王蒙        | 『這辺風景』             |                                                                         |
| 第9回 2015年  | 李佩甫      | 『生命冊』               |                                                                         |
| 第9回 2015年  | 金宇澄      | 『繁花』                 | 浦元里花訳『繁花』2022年1月 早川書房                                    |
| 第9回 2015年  | 蘇童        | 『黄雀記』               |                                                                         |
| 第10回 2019年 | 梁暁声      | 『人世間』               |                                                                         |
| 第10回 2019年 | 徐懐中      | 『牽風記』               |                                                                         |
| 第10回 2019年 | 徐則臣      | 『北上』                 |                                                                         |
| 第10回 2019年 | 陳彦        | 『主角』                 | 菱沼彬晁訳『主演女優』2023年7月 晩成書房                                |
| 第10回 2019年 | 李洱        | 『応物兄』               |                                                                         |
| 第11回 2023年 | 楊志軍      | 『雪山大地』             |                                                                         |
| 第11回 2023年 | 喬葉        | 『宝水』                 |                                                                         |
| 第11回 2023年 | 劉亮程      | 『本巴』                 |                                                                         |
| 第11回 2023年 | 孫甘露      | 『千里江山図』           |                                                                         |
| 第11回 2023年 | 東西        | 『回響』                 |                                                                         |